# Targa d'oro
Il premio "Targa d'oro" è un premio cinematografico, assegnato dalla stessa giuria del David di Donatello.

## Albo d'oro

### Anni 1950
- 1956
  - Stewart Granger, per la sua interpretazione in: I perversi (Footsteps in the Fog); regia di Arthur Lubin
  - Jean Simmons, per la sua interpretazione in: I perversi (Footsteps in the Fog); regia di Arthur Lubin
- 1957
  - Alberto Lattuada, per la sua regia in: Guendalina
  - Alberto Ancillotto, per la sua regia in: L'incanto della foresta; documentario
- 1958
  - Vittorio De Sica, per la sua supervisione in: Anna di Brooklyn; regia di Vittorio De Sica e Carlo Lastricati
  - Antonio Pietrangeli, per la sua regia in: Nata di marzo
  - Marilyn Monroe, per la sua interpretazione in: Il principe e la ballerina (The Prince and the Showgirl); regia di Laurence Olivier
  - Goffredo Lombardo, per l'insieme delle sue produzioni
  - Spyros Skouras, per l'insieme delle sue produzioni
- 1959
  - Renato Rascel, per la sua interpretazione in: Policarpo, ufficiale di scrittura; regia di Mario Soldati
  - Sophia Loren, per la sua interpretazione in: Orchidea nera (The Black Orchid); regia di Martin Ritt
  - Susan Hayward, per la sua interpretazione in: Non voglio morire (I Want to Live!); regia di Robert Wise

### Anni 1960
- 1960
  - Elizabeth Taylor, per la sua interpretazione in: Improvvisamente, l'estate scorsa (Suddenly, Last Summer); regia di Joseph L. Mankiewicz
  - 20th Century Fox, per la produzione di: Il diario di Anna Frank (The Diary of Anne Frank); regia di George Stevens
  - Grigorij Chchraj, per la sua regia in: Ballata di un soldato (Баллада O Cолдате: Ballada o soldate)
  - Giuseppe Amato, per l'insieme delle sue regie e produzioni
  - Angelo Rizzoli, per l'insieme delle sue produzioni
  - Titanus, per l'insieme delle sue produzioni e distribuzioni
- 1963
  - Monica Vitti, per la sua interpretazione in: Le quattro verità (Les quatre vérités); regia di Alessandro Blasetti, Hervé Bromberger, René Clair e Luis García Berlanga
  - Antoine Lartigue, per la sua interpretazione (uno dei bambini) in: La guerra dei bottoni (La Guerre des boutons); regia di Yves Robert
  - Alessandro Blasetti, per l'insieme dei suoi film
- 1964
  - Catherine Spaak, per la sua interpretazione in: La noia; regia di Damiano Damiani
  - Universal International, per il contributo artistico in: Sciarada (Sciarada); regia di Stanley Donen
  - Mario Cecchi Gori, per l'insieme delle sue produzioni
- 1965
  - Michael Cacoyannis, per la sua regia in: Zorba il greco (Zorba the Greek/Alexis Zorbas)
  - Anthony Quinn, per la sua interpretazione in: Zorba il greco (Zorba the Greek/Alexis Zorbas); regia di Michael Cacoyannis
  - Melina Merkouri, per la sua interpretazione in: Topkapi (Topkapi); regia di Jules Dassin
  - Dino De Laurentiis, per l'insieme delle sue produzioni
- 1966
  - Rosanna Schiaffino, per la sua interpretazione in: La mandragola; regia di Alberto Lattuada
  - Lana Turner, per la sua interpretazione in: Madame X (Madame X); regia di David Lowell Rich
  - Mario Chiari, per la fotografia di: La Bibbia (film 1966)La Bibbia (The Bible: in the beginning...); regia di John Huston
  - Giuseppe Rotunno, per la scenografia di: La Bibbia (film 1966)La Bibbia (The Bible: in the beginning...); regia di John Huston
  - Vincenzo Labella, per la sua regia e sceneggiatura in: Prologue: The Artist Who Did Not Want to Paint; Cortometraggio-Documentario su Michelangelo (13 min.)
- 1967
  - Jàn Kàdar e Elmar Klos, per la loro regia in: Il negozio al corso (Obchod na korze)
  - Graziella Granata, per la sua interpretazione in: La ragazza del bersagliere; regia di Alessandro Blasetti
  - Robert Dorfman, per la produzione di: Tre uomini in fuga (La grande vadrouille); regia di Gérard Oury
  - Ingmar Bergman, per l'insieme dei suoi film
- 1968
  - Damiano Damiani, per la sua regia in: Il giorno della civetta
  - Nino Manfredi, per la sua interpretazione in: Italian Secret Service; regia di Luigi Comencini - e in: Il padre di famiglia; regia di Nanni Loy
  - Lisa Gastoni, per la sua interpretazione in: Grazie zia; regia di Salvatore Samperi
- 1969
  - Florinda Bolkan, per la sua interpretazione in: Metti, una sera a cena; regia di Giuseppe Patroni Griffi
  - Leonard Whiting e Olivia Hussey, per la loro interpretazione in: Romeo e Giulietta; regia di Franco Zeffirelli

### Anni 1970
- 1976
  - Ennio Lorenzini, per la sua regia in: Quanto è bello lu murire acciso
  - Sydney Pollack, per la sua regia in: I tre giorni del Condor (Three Days of the Condor)
  - Michele Placido, per la sua interpretazione in: Marcia trionfale; regia di Marco Bellocchio
  - Christian De Sica, per la sua interpretazione in: Giovannino; regia di Paolo Nuzzi
  - Agostina Belli, per la sua interpretazione in: Telefoni bianchi; regia di Dino Risi
  - Martin Bregman e Martin Elfand, per la produzione di: Quel pomeriggio di un giorno da cani (Dog Day Afternoon); regia di Sidney Lumet
  - Ornella Muti, per il complesso delle sue interpretazioni

### Anni 1980
- 1984: Targa d'Oro speciale a coloro che hanno vinto più David di Donatello.
  - Vittorio Gassman
  - Sophia Loren
  - Nino Manfredi
  - Mariangela Melato
  - Alberto Sordi
  - Monica Vitti

### Anni 2000
- 2001
  - Daniel Radcliffe
  - Giancarlo Giannini
  - Mariangela Melato
  - Alessandro von Normann
  - U.N.I.T.E.C. - Unione Nazionale Industrie Tecniche Cineaudiovisive